# Théâtre municipal d'Orange
Pour les articles homonymes, voir Théâtre municipal.
Le théâtre d'Orange est un bâtiment inauguré en 1885, conçu par André-Jean Boudoy, architecte avignonnais, collaborateur de Charles Garnier.

## Histoire
Il est inauguré en 1885, avec au programme La Fille du régiment et Les charbonniers. Le bâtiment garde la fonction de théâtre jusqu'à la Seconde Guerre mondiale, époque pendant laquelle les autorités allemandes le transforment en lieu de réunion. 
À partir de 1950, il est remanié pour accueillir conférences, réunions et fêtes, et abrite quelque temps la bibliothèque et les archives municipales. 
Restauré en 1981, il est désormais affecté à diverses manifestations culturelles et sociales municipales
L'ensemble des façades et toitures fait l’objet d’une inscription au titre des monuments historiques depuis le 29 octobre 1975.

## Bâtiment

### Façade
Les bustes de Pierre Corneille, Molière, et Félicien David ont été installés en façade pour symboliser les diverses formes de spectacle : le tragédie, la comédie et la musique.